# Carosello Carosone n. 2
Carosello Carosone n. 2 è il secondo album di Renato Carosone e il suo Quartetto, pubblicato il 24 maggio 1955.

## Tracce
Lato 1
1. Scapricciatiello (testo: Vento - musica: Albano)
2. Ufemia (testo: Poletto - musica: Méndez)
3. Rapsodia svedese
4. Ti voglio bene (tanto, tanto...) (Rascel)

Lato 2
1. 'Stu fungo cinese! (Danpa, Carosone)
2. La donna riccia (Modugno)
3. Pianofortissimo (Carosone)
4. Sciù sciù (Carosone)

Note
- Le tracce 1 del lato 1 e 4 del lato 2 sono cantate da Renato Carosone in napoletano.
- La traccia 2 del lato 1 è cantata da Renato Carosone e Claudio Bernardini ed è tratta dal film Sombrero.
- La traccia 1 del lato 2 è cantata da Gegé Di Giacomo in napoletano.
- La traccia 2 del lato 2 è cantata da Renato Carosone.